# Kanton Pontoise
Kanton Pontoise (fr. Canton de Pontoise) je francouzský kanton v departementu Val-d'Oise v regionu Île-de-France. Tvoří ho 32 obcí. Před reformou kantonů 2014 ho tvořilo pouze město Pontoise.

## Obce kantonu
od roku 2015:
| - Ableiges - Arronville - Le Bellay-en-Vexin - Berville - Boissy-l'Aillerie - Bréançon - Brignancourt - Chars - Commeny - Cormeilles-en-Vexin - Courcelles-sur-Viosne - Ennery - Épiais-Rhus - Frémécourt - Génicourt - Gouzangrez | - Grisy-les-Plâtres - Haravilliers - Le Heaulme - Livilliers - Marines - Menouville - Montgeroult - Moussy - Neuilly-en-Vexin - Nucourt - Le Perchay - Pontoise - Santeuil - Theuville - Vallangoujard - Us |

před rokem 2015:
- Pontoise